# Rupert Bunny

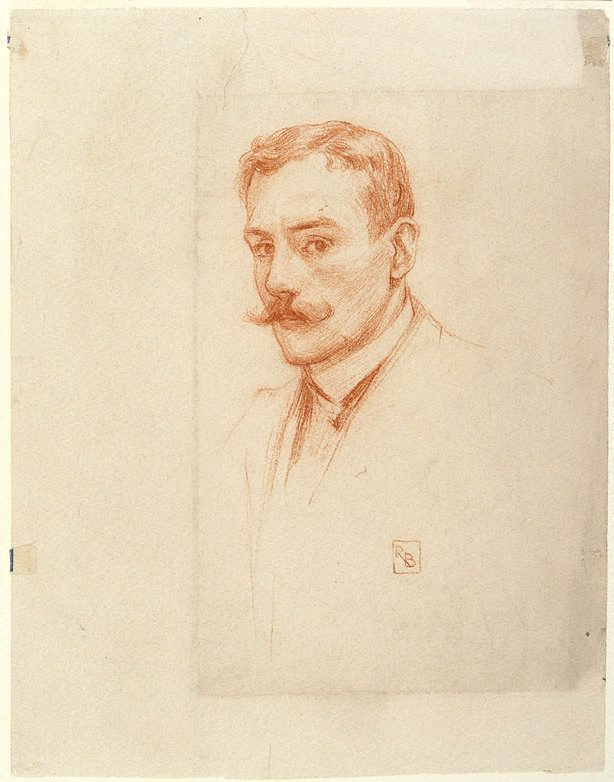
Rupert Bunny, zelfportret

Rupert Charles Wulsten Bunny (Melbourne, 29 september 1864 - aldaar, 25 mei 1947) was een Australisch kunstschilder.

## Leven en werk
Bunny volgde diverse studies, onder andere voor ingenieur, zonder deze af te ronden. Ambities om acteur te worden wist hij evenmin waar te maken. In 1884 vertrok hij naar Londen, waar hij kunststudies volgde, welke hij twee jaar later voortzette in Parijs, onder Jean-Paul Laurens. Hij exposeerde met succes in de Parijse salon en op de Wereldtentoonstelling van 1900.
Bunny’s vroege werk werd sterk beïnvloed door de Engelse prerafaëlieten, met estheticistische en neoclassicistische tendensen, met veel aandacht voor detail. Vaak koos hij voor Bijbelse en mythologische onderwerpen. Na 1900 werd zijn stijl wat losser, meer impressionistisch, en schilderde hij vooral portretten en landschappen in een typische fin de siècle-sfeer. Vaak brengt hij in zijn werken ook zijn grote liefde voor muziek tot uitdrukking.
In 1902 huwde Bunny Heloise Morel, die vaak voor hem model zou staan. Vanaf 1911 reisde hij regelmatig op en neer tussen Frankrijk en Australië en exposeerde in beide landen. In 1933, na de dood van zijn vrouw, keerde hij definitief terug naar zijn geboorteland. Hij overleed in 1947, op 86-jarige leeftijd.

## Galerij

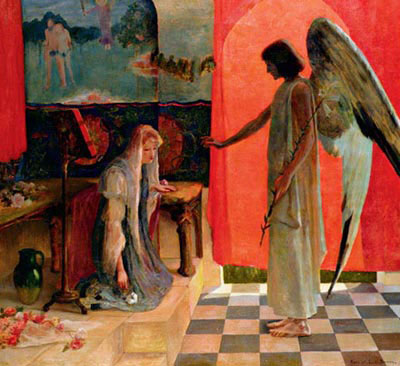
Annunciation
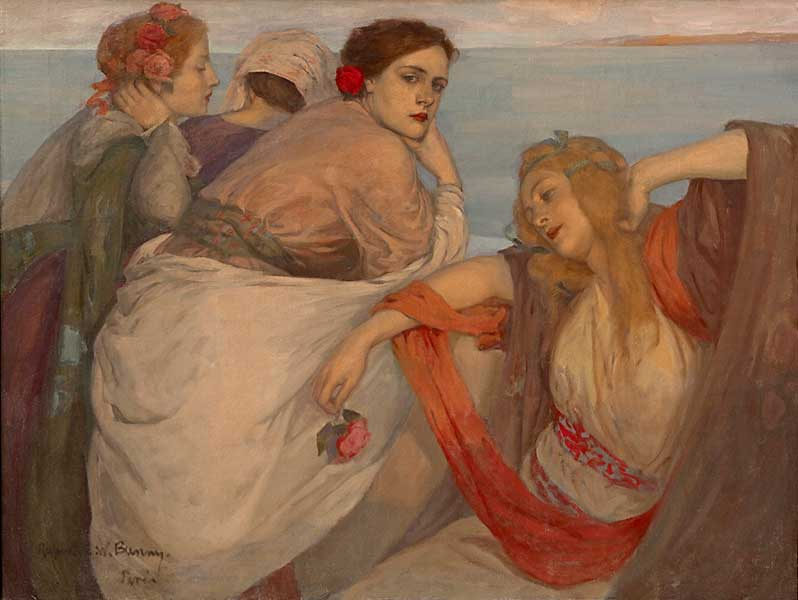
Dolce Farniente (midden, omkijkend: zijn vrouw Heloise)
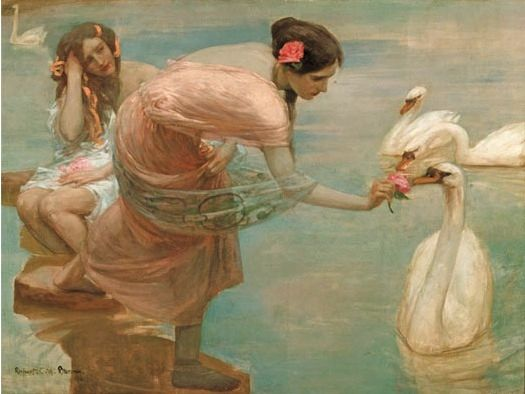
A Summer Morning
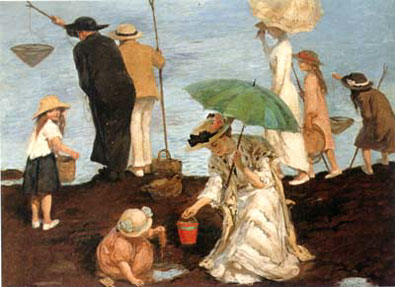
Shrimp Fishers at Saint Georges
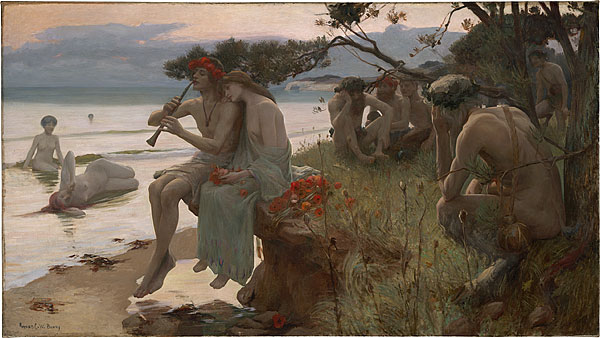
Pastorale
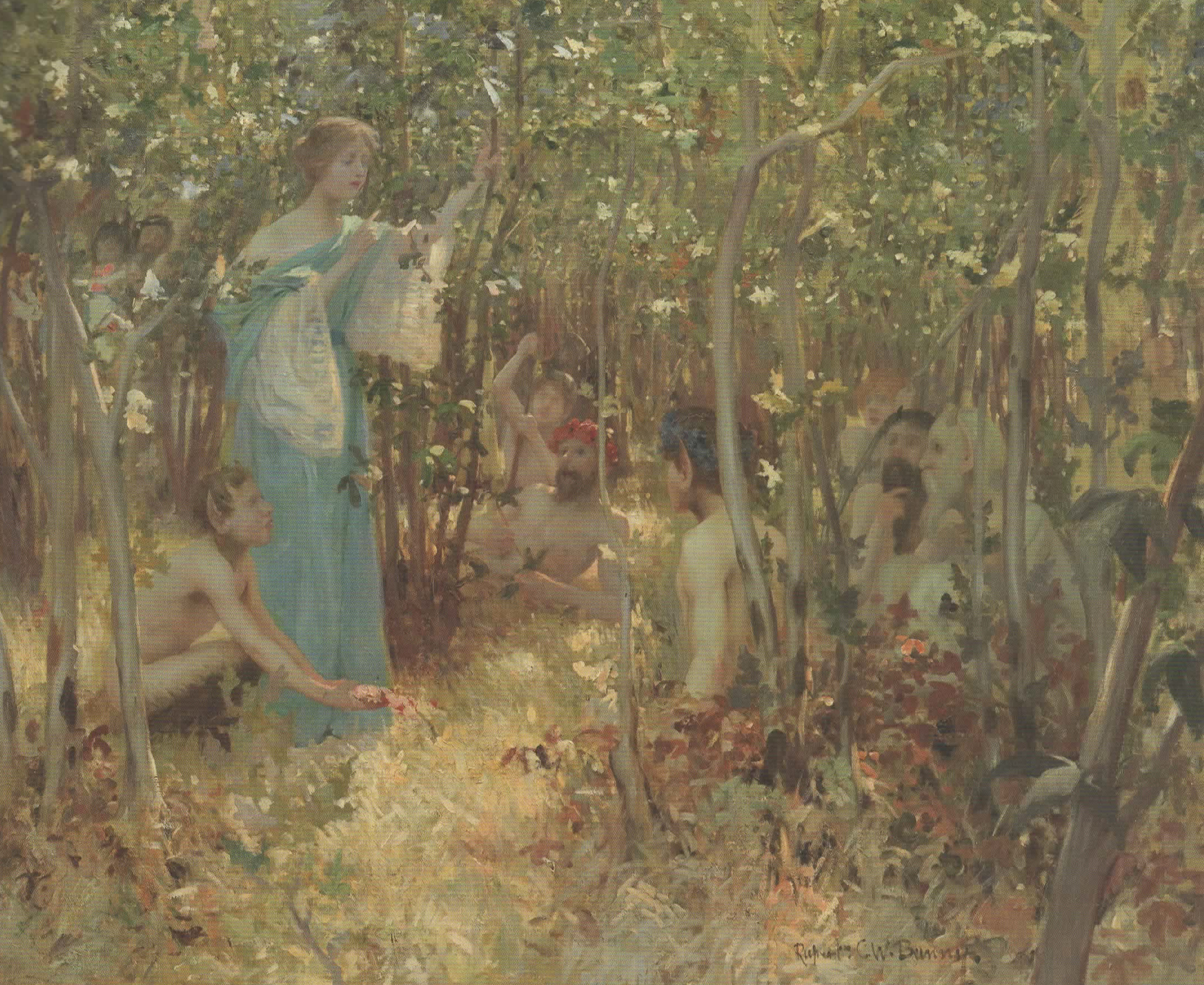
Una and the Fauns
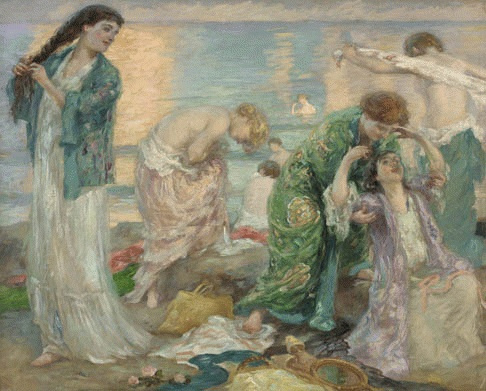
Après le Bain
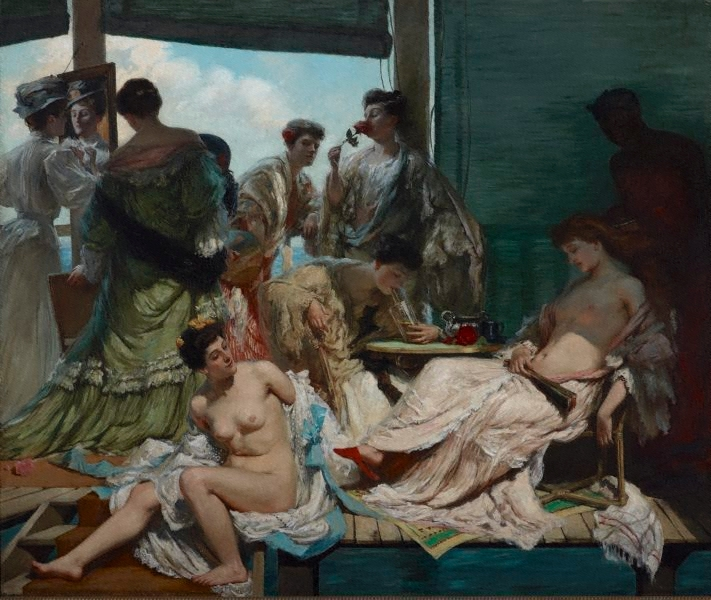
Summertime
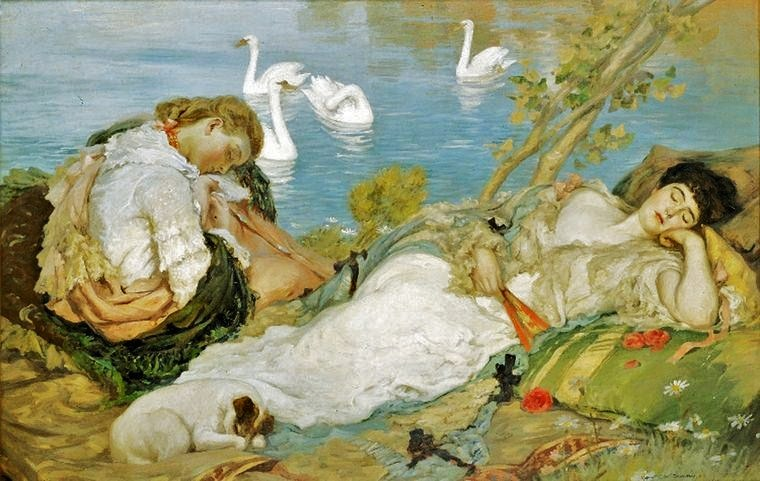
Endormies
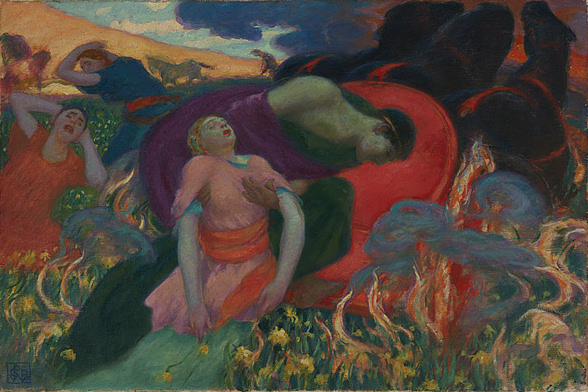
The Rape of Persephone